# Pheroliodes complanatus
Pheroliodes complanatus är en kvalsterart som först beskrevs av Berlese 1901.  Pheroliodes complanatus ingår i släktet Pheroliodes och familjen Pheroliodidae. Inga underarter finns listade i Catalogue of Life.